# Speed (banda japonesa)
Speed (estilizado como SPEED) foi um girl group japonês, formado em 1995. Foi composto por quatro membros: Hiroko Shimabukuro, Eriko Imai, Takako Uehara e Hitoe Arakaki. Todas elas são ex-alunas da Escola de Atores de Okinawa, que também treinou artistas populares, como Namie Amuro e MAX.
Speed fez sua estreia em uma grande gravadora em 5 de agosto de 1996 e se tornou um sucesso imediato. Elas acabariam se tornando o grupo feminino de maior sucesso da Ásia, com vendas de mais de 20 milhões de gravações em apenas três anos e oito meses. Elas se separaram em 31 de março de 2000 para seguir carreira solo e estudar.
Após a separação, o grupo se reuniu várias vezes para ações de filantropia, mas em 20 de agosto de 2008, anunciaram oficialmente os planos de se reunir permanentemente. Elas fizeram seu retorno em 12 de novembro de 2008, com o single "Ashita no Sora".

## Integrantes
| Nome               | Japonês    | Data de nascimento                              | Posição             |
| ------------------ | ---------- | ----------------------------------------------- | ------------------- |
| Hitoe Arakaki      | 新垣仁絵   | Nascida no dia 7 de abril de 1981 (43 anos)     | Vocalista de Apoio  |
| Takako Uehara      | 上原多香子 | Nascida no dia 14 de janeiro de 1983 (42 anos)  | Vocalista de Apoio  |
| Hiroko Shimabukuro | 島袋寛子   | Nascida no dia 7 de abril de 1984 (40 anos)     | Vocalista Principal |
| Eriko Imai         | 今井絵理子 | Nascida no dia 22 de setembro de 1983 (41 anos) | Vocalista Principal |

## História

### Fim do grupo
No dia 31 de março de 2000 o grupo SPEED anunciou a separação após 4 anos de carreira. Depois de concordarem que elas nunca poderiam alcançar seus sonhos pessoais juntas como um grupo. Após a separação, as integrantes esperavam construir novas vidas com tempo para os estudos, viajar e projetos individuais.

### Retorno do grupo
Em 23 de setembro de 2008, um comunicado oficial da empresa que gerencia o grupo disse que o SPEED estava de volta. Em 12 de novembro é lançado um novo álbum chamado, Ashita no Sora (Sky of Tomorrow).

### Novos álbuns
Em 27 de maio de 2009,o novo álbum é intitulado de S.P.D.Recentemente elas lançaram o álbum Speedland:The best premium Re-track são as antigas músicas regravadas.

### Futuro do grupo
Para "24 Hour Television", o grupo está programado para executar um conjunto de 25 minutos no Nippon Budokan, na tarde de 31 de agosto. Eles planejam ficar juntos para o momento, com o objetivo de manter o SPEED vivo, pelo menos,até 2010.

## Discografia

### Compacto simples
| Singles                       | data de lançamento      |
| "Body & Soul"                 | 5 de agosto de 1996     |
| "STEADY"                      | 18 de novembro de 1996  |
| "Go!Go!Heaven"                | 26 de março de 1997     |
| "Wake Me Up!"                 | 6 de agosto de 1997     |
| "White Love"                  | 15 de outubro de 1997   |
| "my graduation"               | 18 de fevereiro de 1998 |
| "ALIVE"                       | 1 de julho de 1998      |
| "ALL MY TRUE LOVE"            | 28 de outubro de 1998   |
| "Precious Time"               | 17 de fevereiro de 1999 |
| "Breakin' out to The Morning" | 19 de maio de 1999      |
| "Long Way Home"               | 3 de novembro de 1999   |
| "ONE MORE DREAM"              | 12 de dezembro de 2001  |
| "Be My Love"                  | 27 de agosto de 2003    |
| "Walking in the rain"         | 27 de novembro de 2003  |
| "Ashita no Sora"(あしたの空)  | 12 de novembro de 2008  |

### Álbuns
| Álbum                                              | Data de lançamento      |
| Starting Over                                      | 21 de maio de 1997      |
| Rise                                               | 29 de abril de 1998     |
| Moment                                             | 16 de dezembro de 1998  |
| Carry On My Way                                    | 22 de dezembro de 1999  |
| Dear Friends 1                                     | 29 de março de 2000     |
| Dear Friends 2                                     | 29 de março de 2000     |
| One More Dream + Remix!!!                          | 19 de dezembro de 2001  |
| SPEEDBridge                                        | 27 de novembro de 2003  |
| Best hits live ~ Save the Children SPEED Live 2003 | 25 de fevereiro de 2004 |

### Filmes
- Andromedia (11 de julho de 1998)